# Parasemia araitensis
Parasemia araitensis är en fjärilsart som beskrevs av Matsumura 1929. Parasemia araitensis ingår i släktet Parasemia och familjen björnspinnare. Inga underarter finns listade i Catalogue of Life.